# Аккино
Аккино (баш. Аҡҡын) — упраздненная в 1986 году деревня Юнусовского сельсовета Мечетлинского района Башкирской АССР.

## История
Основана Аккиной, прожившим до 1786 г. Известны его сыновья и внуки Мякита Аккинин, 1761 г. (сыновья Ягуда, Галикай, Худайберды, его Валей), Тляуберды Аккинин, 1781 г., Биккиня Аккинин, 1769 г. (его сыновья Курбангали, Ардат, Янубай), Бикмухамет Аккинин, 1786 г.
В 1952 году д. Аккино входила в Мещеровский сельсовет, находилась в 40 км от райцентра села Большеустьикинское, в 10 км от центра сельсовета — с. Новомещерово и в 82 км от железнодорожной станции Сулея.
Исключена из учётных данных Указом Президиума ВС Башкирской АССР от 12.12.1986 N 6-2/396 «Об исключении из учётных данных некоторых населенных пунктов»).

## География
Находилась на левом берегу реки Юкалы вблизи места впадения её в Большой Ик.
Абсолютная высота — 237 метров над уровнем моря.

## Население
В 1795 г. в 10 дворах жили 67 человек, в 1816 г. 14 дворов и 68 человек, в 1834 г. — 18 и 90, в 1859 г. — 20 и 124, в 1920 г. — 43 и 241.

## Инфраструктура
Личное подсобное хозяйство.
В 1842 г. на 90 человек засеяно 12 четвертей озимого и 105 четвертей ярового хлеба. Переложная система земледелия сохранялась до конца 19 в. Аккинцы владели по одной конной молотилке и веялке. 18 дворов владело 95 лошадьми, 70 коровами, 30 овцами 76 козами.

## Транспорт
Просёлочные дороги.